# Gagrellula riridula
Gagrellula riridula is een hooiwagen uit de familie Sclerosomatidae.